# British Home Championship 1972
De British Home Championship van 1972 was de 77e editie van de British Home Championship. Het voetbaltoernooi werd gehouden van 20 tot en met 27 mei 1972. Engeland en Schotland werden kampioen.

## Eindstand
| Team          | Gsp | W | G | V | DV | DT | DS | Ptn |
| ------------- | --- | - | - | - | -- | -- | -- | --- |
| Engeland      | 3   | 2 | 0 | 1 | 4  | 1  | +3 | 4   |
| Schotland     | 3   | 2 | 0 | 1 | 3  | 1  | +2 | 4   |
| Noord-Ierland | 3   | 1 | 1 | 1 | 1  | 2  | –1 | 3   |
| Wales         | 3   | 0 | 1 | 2 | 0  | 4  | –4 | 1   |

## Wedstrijden
|                                                  |       |                                                  |          |                                                                             |
| 20 mei 1972 «onderlinge duels» 15:00 uur (UTC+1) | Wales | 0 – 3                                            | Engeland | Ninian Park, Cardiff Toeschouwers: 34.000 Scheidsrechter: Bill Mullan (SCO) |
| 20 mei 1972 «onderlinge duels» 15:00 uur (UTC+1) |       | 25' Emlyn Hughes 60' Rodney Marsh 61' Colin Bell |          | Ninian Park, Cardiff Toeschouwers: 34.000 Scheidsrechter: Bill Mullan (SCO) |

|                                                  |                                 |       |               |                                                                               |
| 20 mei 1972 «onderlinge duels» 15:00 uur (UTC+1) | Schotland                       | 2 – 0 | Noord-Ierland | Hampden Park, Glasgow Toeschouwers: 39.710 Scheidsrechter: Clive Thomas (WAL) |
| 20 mei 1972 «onderlinge duels» 15:00 uur (UTC+1) | Denis Law 86' Peter Lorimer 89' |       |               | Hampden Park, Glasgow Toeschouwers: 39.710 Scheidsrechter: Clive Thomas (WAL) |

|                                                  |          |                 |               |                                                                             |
| 23 mei 1972 «onderlinge duels» 19:45 uur (UTC+1) | Engeland | 0 – 1           | Noord-Ierland | Wembley Stadium, Londen Toeschouwers: 64.000 Scheidsrechter: John Gow (WAL) |
| 23 mei 1972 «onderlinge duels» 19:45 uur (UTC+1) |          | 33' Terry Neill |               | Wembley Stadium, Londen Toeschouwers: 64.000 Scheidsrechter: John Gow (WAL) |

|                                                  |                   |       |       |                                                                              |
| 24 mei 1972 «onderlinge duels» 20:00 uur (UTC+1) | Schotland         | 1 – 0 | Wales | Hampden Park, Glasgow Toeschouwers: 21.332 Scheidsrechter: Jim Lawther (NIR) |
| 24 mei 1972 «onderlinge duels» 20:00 uur (UTC+1) | Peter Lorimer 78' |       |       | Hampden Park, Glasgow Toeschouwers: 21.332 Scheidsrechter: Jim Lawther (NIR) |

|                                                  |           |               |          |                                                                                  |
| 27 mei 1972 «onderlinge duels» 15:00 uur (UTC+1) | Schotland | 0 – 1         | Engeland | Hampden Park, Glasgow Toeschouwers: 119.325 Scheidsrechter: Sergio Gonella (ITA) |
| 27 mei 1972 «onderlinge duels» 15:00 uur (UTC+1) |           | 28' Alan Ball |          | Hampden Park, Glasgow Toeschouwers: 119.325 Scheidsrechter: Sergio Gonella (ITA) |

|                                                  |       |       |               |                                                                                   |
| 27 mei 1972 «onderlinge duels» 19:00 uur (UTC+1) | Wales | 0 – 0 | Noord-Ierland | Racecourse Ground, Wrexham Toeschouwers: 15.647 Scheidsrechter: Jack Taylor (ENG) |
| 27 mei 1972 «onderlinge duels» 19:00 uur (UTC+1) |       |       |               | Racecourse Ground, Wrexham Toeschouwers: 15.647 Scheidsrechter: Jack Taylor (ENG) |